# Pomponio Ceci
Pomponio Ceci o Cecci de Lellis (Roma, c. 1500 - ibid., 4 de agosto de 1542) fue un prelado italiano.

## Biografía
Fue canónigo de San Juan de Letrán, 
obispo de Civita Castellana y Orte en 1538, vicario general del papa Paulo III desde ese mismo año, y obispo de Nepi y Sutri en 1539.  
En el consistorio de 1542 fue creado cardenal del título de San Ciriaco alla Terme.  
Fallecido dos meses después, fue sepultado en la capilla familiar en San Juan de Letrán. 